# Mainzi Zeneművészeti Egyetem
A Mainzi Zeneművészeti Egyetem (Hochschule für Musik Mainz) az egyetlen zenei főiskola Németország Rajna-vidék-Pfalz tartományában. A Mainzi Művészeti Egyetemhez hasonlóan a mainzi Johannes Gutenberg Egyetemhez tartozik. Mindkét intézmény különleges státuszt élvez, kiterjedt részleges autonómiával.

## Története
Az egyetemet 1948-ban Ernst Laaff „Állami Egyetemi Zenei Intézet” néven alapította, majd 1973-ban „Zeneoktatási Tanszékként” iktatták be a Johannes Gutenberg Egyetembe. A Rajna-vidék-Pfalz tartomány sajátos megközelítés mellett döntött a német egyetemi fertályon belül: önálló zenei főiskola alapítása helyett a művészeti képzést integrálták az egyetembe. A képzések között kezdetben a középiskolai zenetanár szak, az egyházzenei A- és B-vizsga, valamint az állami zenetanári vizsga szerepelt. További művészeti szakok alapításával a név 1986-ban „Zene Tanszék”-re változott. A 2003-as Rajna-vidék-Pfalz tartomány felsőoktatási törvénye különleges státuszt biztosít a művészeti képzés számára, amelyet a Johannes Gutenberg Egyetem alapszabályaiban 2004-ben ültettek át: a „Zenei Tanszék” „Zenei Egyetem” lett, amely továbbra is az egyetem keretein belül működik.
A zenei főiskola új kampusza 2008 októberében épült fel az egyetemen.

## Profilja
A művészeti gyakorlat, a kutatás és az oktatás ötvözése sajátos profilt ad a zenei főiskolának: egyrészt a művészeti és zenepedagógiai képzések, mint minden zenei főiskolán zajlanak, másrészt az egyetemi integráció is párbeszéd a művészet és a tudomány között. A művészeti, zenetudományi, zenepedagógiai és egyéb tudományos tanulmányi komponensek az egyes képzési programokban eltérő módon kombinálódnak és súlyozódnak.
Az egyetem számos kulturális intézménnyel is együttműködik, különösen a Mainzi Filharmonikus Állami Zenekarral, a Rajna-vidék-Pfalz Állami Zeneakadémiával, a Villa Musica Állami Alapítvánnyal, a Koblenzi Gitárfesztivállal, a Mainz Városi Peter Cornelius Konzervatóriummal és az Institut Mainzi Szakrális Zene Egyházmegyével. Ezen együttműködések célja és eredménye, hogy a hallgatók gyakorlati és karrierrel kapcsolatos képzésben részesüljenek.

## Kurzusajánlatai
- Előtanfolyam

Bachelor képzési programok:
- Alapfokú zeneoktatás (B. Mus.)
- Ének (opera és koncert) (B. Mus.)
- Dzsessz és popzene (B. Mus.)
- Egyházzene (B. Mus.)
- Zongora (B. Mus.)
- Zenetanítás középiskolákban (B. Ed. Music)
- Zeneelmélet (BA)
- Zenekari hangszerek (B. Mus.)

Mester és posztgraduális képzések:
- Dzsessz és popzene (M. Mus.)
- Egyházzene (M. Mus. vagy Diploma A)
- Hangművészeti kompozíció (M. Mus.)
- Zongora (M. Mus.)
- Zenetanítás középiskolákban (M. Ed. Music)
- Dalkíséret és korrepetálás (M. Mus.)
- Zeneelmélet (M. Mus.)
- Zenekari hangszerek (M. Mus.)
- Orgona improvizáció (M. Mus.)
- Orgonairodalmi játék (M. Mus.)
- Hangképzés (M. Mus.)
- Gitár (továbbképző tanfolyam)
- Koncertvizsga (hangszeres vagy ének)
- Mesterhallgatói tanulmányok (hangművészeti kompozíció)
- Promóció

## Fordítás
- Ez a szócikk részben vagy egészben  a   Hochschule für Musik Mainz című német Wikipédia-szócikk fordításán alapul.  Az eredeti cikk szerkesztőit annak laptörténete sorolja fel. Ez a jelzés csupán a megfogalmazás eredetét és a szerzői jogokat jelzi, nem szolgál a cikkben szereplő információk forrásmegjelöléseként.